# June Haver
Pour les articles homonymes, voir Haver.
June Haver, née Beverly June Stovenour le 10 juin 1926 à Rock Island (Illinois) et morte le 4 juillet 2005 à Brentwood (Californie), est une actrice américaine.
Elle est notamment connue pour avoir été une vedette populaire dans des films musicaux en Technicolor des années 1940.

## Biographie

### Enfance et jeunesse
Beverly June Stovenour naît en 1926 à Rock Island, dans l’État de l'Illinois, d'un père musicien et d'une mère ancienne actrice. Elle a deux sœurs. Ses parents divorcent très tôt et elle est adoptée par son beau-père, Bert Haver, dont elle prendra le nom. La famille déménage en Ohio. À sept ans, elle remporte un concours au Conservatoire de musique de Cincinnati. À huit ans, elle décroche un bout d'essai en imitant des actrices célèbres : Greta Garbo, Katharine Hepburn ou Helen Hayes. Toutefois, sa mère, pensant qu'elle est trop jeune, n'autorisera pas sa fille à devenir une enfant-actrice de cinéma. À dix ans, elle retourne à Rock Island et commence à se produire avec le chanteur et acteur Rudy Vallée.
Adolescente, June Haver travaille régulièrement comme chanteuse dans un orchestre, notamment avec le chef d’orchestre Ted Fio Rito (elle touche un salaire de 75 dollars par semaine), avec Dick Jurgens et Freddy Martin. Elle devient une enfant star de la radio connue.

### Carrière au cinéma
Au cours de l'été 1942, June Haver déménage à Hollywood où elle finit ses études secondaires. Durant son temps libre, elle se produit dans des pièces de théâtre. Alors qu'elle joue le rôle d'une belle du Sud, un dénicheur de talents des studios de la 20th Century Fox découvre cette blonde jeune fille aux yeux bleus : en 1943, elle signe un contrat de 3500 dollars par semaine et fait ses débuts comme figurante dans Banana Split dans le rôle d'une employée du vestiaire. Peu après, les studios annulent son contrat sous prétexte qu'elle paraît trop jeune pour son âge (elle a alors 17 ans et mesure 1,57 m). Finalement, après un changement de coiffure et de tenue vestimentaire, elle est réembauchée.
Le studio 20th Century Fox avait l'intention de faire d'elle la remplaçante glamour de leurs deux plus grandes stars : Betty Grable et Alice Faye. En 1944, June Haver vient tout juste de fêter ses dix-sept ans quand elle joue le rôle de Cri-Cri dans Le Jockey de l'amour. C'est un second rôle, mais avant même la sortie officielle du film, les studios lui avait déjà attribué le premier rôle dans le futur film musical en technicolor Pour les beaux yeux de ma mie, en remplacement d'Alice Faye. Plus tard dans l'année, elle partage l'affiche avec son futur second mari, Fred MacMurray dans Drôle d'histoire, qui sera leur unique film en commun.
Durant sa carrière à la 20th Century Fox, June Haver a été formée pour devenir la prochaine Betty Grable (avec son mètre 57, elle est surnommée la « Grable de poche »). Elle partage la vedette avec celle-ci en 1945 dans Les Dolly Sisters, un rôle pour lequel on lui a demandé de prendre un peu de poids. Parce qu'on les comparait souvent l'une à l'autre, de nombreuses rumeurs circulaient durant le tournage du film, sur une possible mésentente entre les deux actrices. June Haver démentira et dira : « Betty est une grande star et moi je ne fais que débuter. J'essaye d'être aimable avec elle, et elle m'a rendu la pareille. C'est idiot de penser que deux filles ne peuvent pas travailler ensemble sans se quereller. Voyez-vous, j'ai deux sœurs. Je suis le jambon entre le pain et le beurre - la sœur du milieu - et je comprends plutôt bien les filles. Betty aime parler de son bébé, alors on parle de son bébé ».

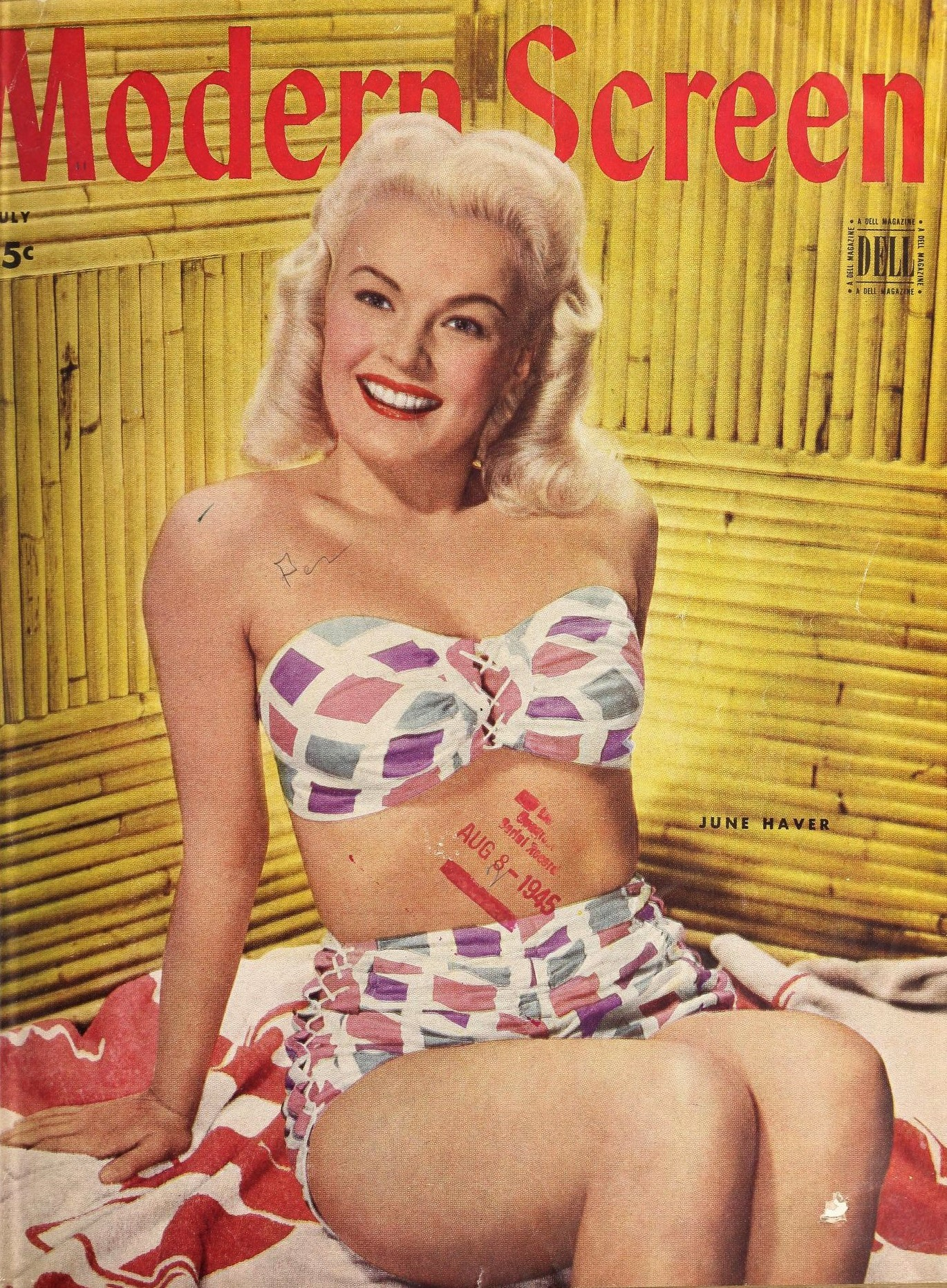
June Haver en 1945

En 1946, elle est la vedette de Wake Up and Dream et de Trois jeunes filles en bleu, tous deux bien accueillis mais au succès moyen. L’année suivante, le rôle de Katie dans Embrassons-nous (I Wonder Who's Kissing Her Now) de Lloyd Bacon, est écrit spécialement pour elle. Et en 1948, Bagarre pour une blonde est un grand succès.
En 1951, elle joue en compagnie du nouvel atout de la 20th Century Fox, Marilyn Monroe, dans la comédie à petit budget, Nid d'amour. Bien que June Haver y tienne le rôle principal, avec son nom en haut de l'affiche, la promotion du film est surtout axée sur Marilyn Monroe, qui y joue un petit rôle. Nid d'amour est le seul long métrage que June Haver tourne en noir et blanc ; ses quinze autres films - entre 1943 et 1953 - ont été tournés en Technicolor, quasiment un record pour une actrice de l'âge d'or de Hollywood.
Après son mariage avec le populaire acteur Fred MacMurray, June Haver abandonne le cinéma. Elle tourne son dernier film en 1953, Adorable Voisine, son plus grand succès. Elle fait ses dernières apparitions en 1958 dans le show télévisé The Lucy-Desi Comedy Hour et dans  Disneyland '59.
June Haver et Fred MacMurray ont adopté deux filles et sont restés mariés jusqu'à la mort de MacMurray en 1991.
Sur l’insistance d'Ann Miller et d'Ann Rutherford, ses amies actrices, June Haver finit par être admise à l'Académie des arts et des sciences du cinéma à l'âge de 75 ans. Elle possède son étoile sur le Hollywood Walk of Fame.

### Vie privée

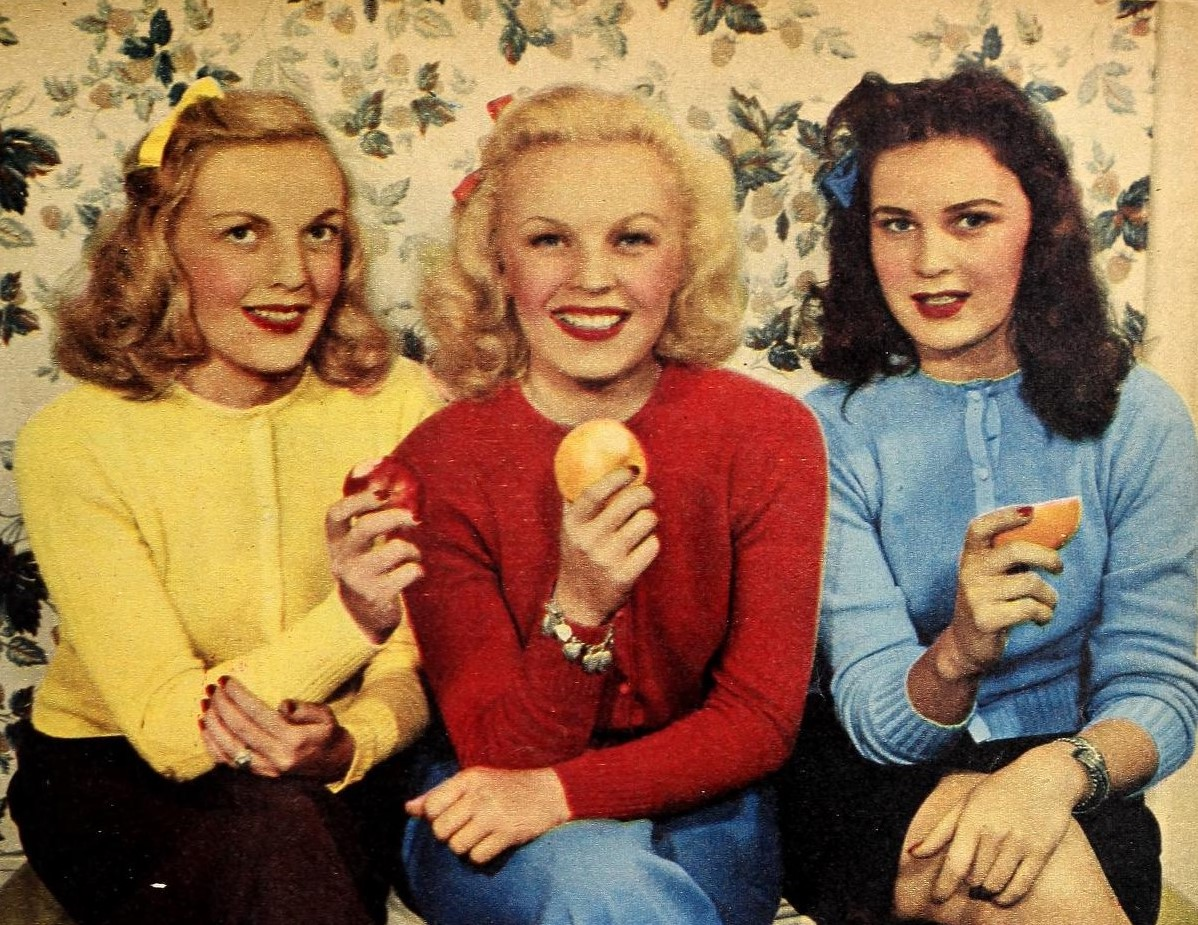
June Haver (au centre) avec ses sœurs Dorothy et Evelyn (1946)

June Haver a souvent répété qu'elle a toujours été très proche de sa famille. Ses sœurs l'ont suivie à Hollywood et ont été ses doublures de cinéma ; sa mère était sa secrétaire personnelle.
Le 8 mars 1947, à l'âge de 21 ans, elle épouse le trompettiste James Zito, rencontré à quinze ans. Elle divorce l’année suivante et dira à la presse que ce mariage était voué à l’échec dès le départ : « Je veux oublier tout ça le plus vite possible. Nous n'étions mariés que depuis quelques heures lorsque je me suis rendue compte qu'en fait, je ne connaissais pas vraiment Jimmy. C'était un étranger. Il était soit déprimé, soit tout excité. Je ne savais jamais comment il allait être l'instant d'après. » À cause de sa foi religieuse (elle est catholique), elle tente de sauver le mariage et se tourne vers l'église pour oublier son malheur. 
Après le divorce, elle fréquente John L. Duzik, un dentiste avec qui elle était sortie avant son mariage. Ils ont l'intention de s'épouser, et June Haver est dans l'attente de l'annulation par le Pape de son union avec James Zito. Mais alors qu'il subit une opération chirurgicale de routine, Duzik meurt le 31 octobre 1949 de complications post-opératoires. Tandis qu'elle s'occupe de lui jusqu'à son décès (il mourra dans ses bras), elle se met à aller plus souvent à l'église. Ses amis disent que c'est à cette époque que lui est venue l'idée de devenir nonne.
En 1950, en été, June Haver fait un pèlerinage à Rome et à Jérusalem pour apaiser son esprit et son chagrin ; elle obtient une audience auprès du Pape Pie XII. Il a été rapporté que, dès lors, elle n'aurait jamais été vraiment amoureuse des hommes qu'elle a fréquentés par la suite, et qu'elle serait devenue lasse de Hollywood. Il faut dire que, durant le tournage de son dernier film, Adorable Voisine en 1952, elle avait fait une chute lors d'un numéro de danse et s'était sérieusement blessée au dos : les complications l'empêcheront de tourner pendant plusieurs mois.
En janvier 1953, elle annonce à une presse stupéfaite qu'elle a décidé d'abandonner le cinéma pour se faire religieuse. Elle a 26 ans. La nouvelle fera le tour du monde,. En février 1953, elle entre comme novice au couvent des Sœurs de la Charité de Leavenworth, dans l’État du Kansas. Elle n'y restera que huit mois, jusqu'en octobre ; elle dira qu'elle était partie à cause « d'une mauvaise santé. »

C'est à cette époque qu'elle rencontre Fred MacMurray. 

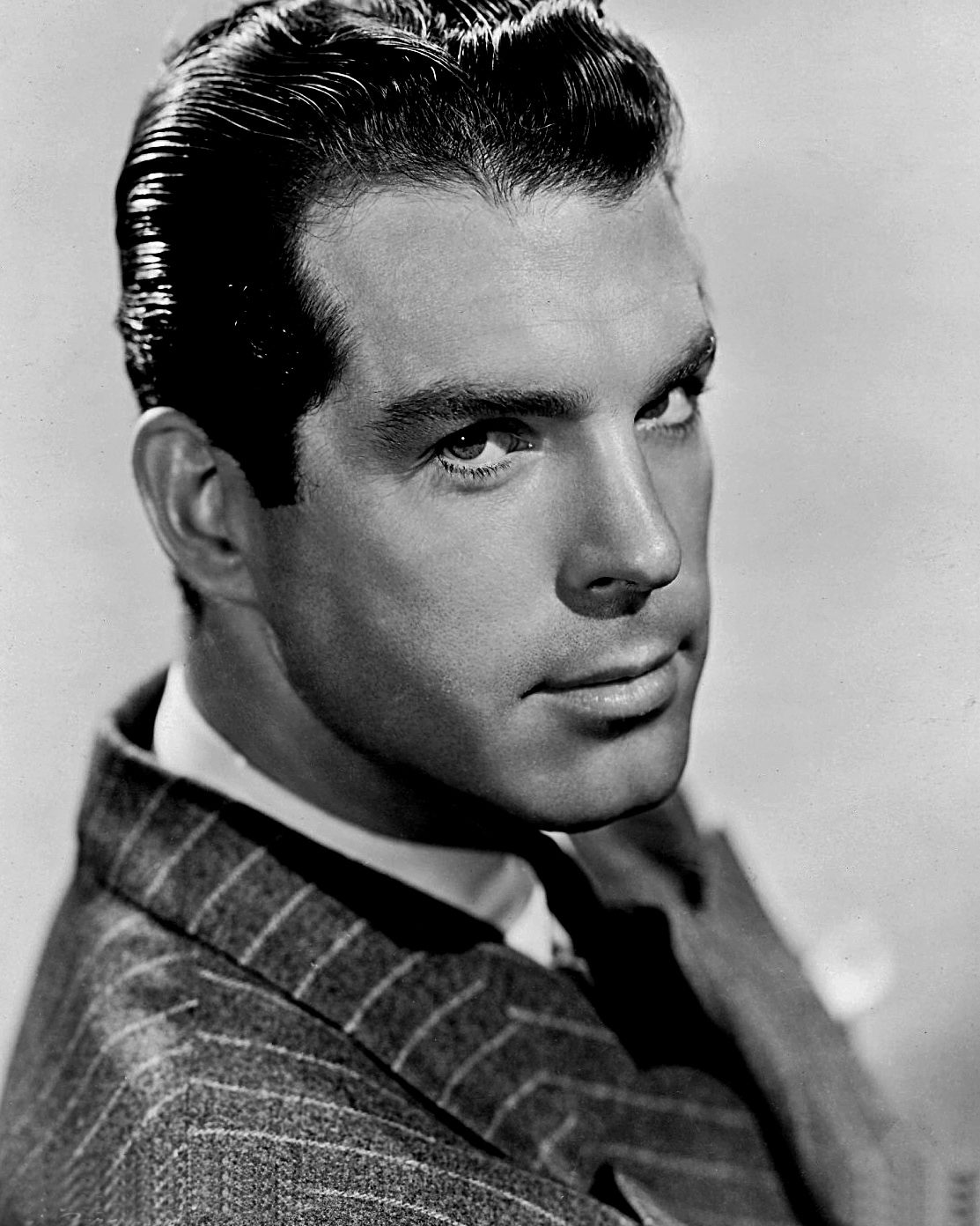
L'acteur Fred MacMurray, son deuxième époux

 Acteur très populaire, veuf depuis un an après 17 ans de mariage, il est également l'un des hommes les plus riches et les plus conservateurs de Hollywood. June Haver avait tourné avec lui en 1944 (elle avait 18 ans) dans Drôle d'histoire (Where Do We Go from Here?), mais à l'époque, il était marié. Il a 17 ans de plus qu'elle. Une relation amoureuse naît entre eux, et ils convolent en justes noces le 28 juin 1954. June Haver dira à la presse : « Quand j'ai épousé Fred, il avait des habitudes bien ancrées. Il était vétilleux. Il n’était pas encore arrivé au stade de ramasseur de moutons de poussière, mais il vidait déjà les cendriers, et c'est là le plus grand degré de routine auquel un homme peut parvenir. »
Le couple ne pouvant avoir d'enfants, June Haver insiste pour adopter une fille, mais Fred MacMurray, de 18 ans plus âgé que sa femme, refuse tout d'abord, disant qu'il est déjà père (il a deux enfants adoptifs de son précédent mariage). Il cède peu après et le couple adopte deux jumelles nées en 1956, Kate et Laurie. Après la mort de son époux en 1991, June Haver ne se remariera pas.
Le 4 juin 2005, elle meurt d'une insuffisance respiratoire dans sa maison, en Californie, à l'âge de 79 ans. Elle est enterrée auprès de Fred MacMurray au cimetière catholique Holy Cross de Culver City, dans le comté de Los Angeles.

## Filmographie

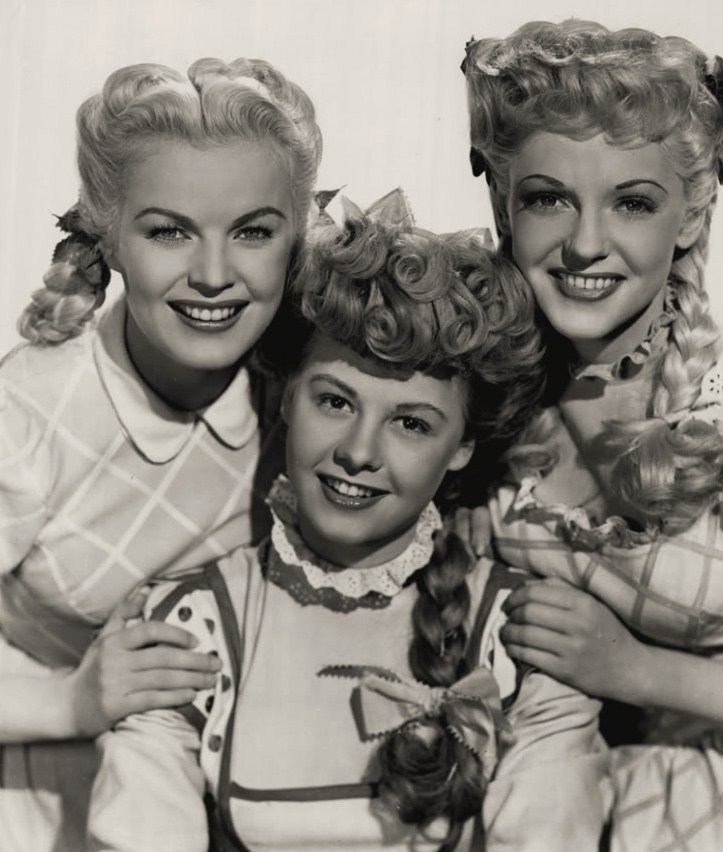
g. à d. : June Haver, Vera-Ellen et Vivian Blaine dans Trois jeunes filles en bleu (1946)

- 1943 : Banana Split (The Gang's all here) de Busby Berkeley (non créditée)
- 1944 : Le Jockey de l'amour (Home in Indiana) de Henry Hathaway
- 1944 : Pour les beaux yeux de ma belle [5] (Irish Eyes Are Smiling) de Gregory Ratoff
- 1944 : Quand l’amour manœuvre (Something for the Boys) de Lewis Seiler(non créditée)
- 1945 : Drôle d'histoire (Where Do We Go from Here ?) de Gregory Ratoff
- 1945 : Les Dolly Sisters (The Dolly Sisters), d'Irving Cummings
- 1946 : Wake Up and Dream de Lloyd Bacon
- 1946 : Trois jeunes filles en bleu (Three Little Girls in Blue) de H. Bruce Humberstone[6]
- 1947 : Embrassons-nous (I Wonder Who's Kissing Her Now) de Lloyd Bacon
- 1948 : Bagarre pour une blonde (Scudda Hoo! Scudda Hay!) de Hugh Herbert
- 1949 : Le Grand Tourbillon (Look for the Silver Lining) de David Butler
- 1949 : Toute la rue chante (Oh, You Beautiful Doll) de John M. Stahl
- 1950 : Les Filles à papa[7] (The Daughter of Rosie O'Grady) de David Butler
- 1950 : Parade du rythme (I'll Get By) de Richard Sale
- 1951 : Nid d'amour (Love Nest) de Joseph Newman
- 1953 : Adorable Voisine [8] (The Girl Next Door) de Richard Sale